# Guarea subandina
Guarea subandina är en tvåhjärtbladig växtart som beskrevs av W.Palacios. Guarea subandina ingår i släktet Guarea och familjen Meliaceae. Inga underarter finns listade i Catalogue of Life.